# Нову-Санту-Антониу (Мату-Гросу)
Нову-Санту-Антониу (порт. Novo Santo Antônio) — муниципалитет в Бразилии, входит в штат Мату-Гросу. Составная часть мезорегиона Северо-восток штата Мату-Гроссу. Входит в экономико-статистический микрорегион Норти-Арагуая. Население составляет 1165 человек на 2006 год. Занимает площадь 4368,459 км². Плотность населения — 0,3 чел./км².

## Статистика
- Валовой внутренний продукт на 2003 год составляет 4 959 819,00 реалов (данные: Бразильский институт географии и статистики).
- Валовой внутренний продукт на душу населения на 2003 год составляет 4221,12 реал (данные: Бразильский институт географии и статистики).